# Ashland City
 Ashland City – miasto w Stanach Zjednoczonych, w stanie Tennessee, w hrabstwie Cheatham. Według danych z 2000 roku miasto miało 3641 mieszkańców.